# Lollands Sønder Herred

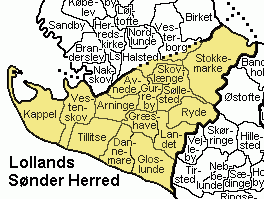
Lollands Sønder Herred

 Lollands Sønder Herred was een herred in het voormalige Maribo Amt in Denemarken. De herred omvatte het zuidwestelijke deel van het eiland Lolland. Het gebied werd in 1970 deel van de nieuwe provincie Storstrøm.

## Parochies
Er lagen geen steden in Lollands Sønder. In totaal omvatte de herred 14 parochies.
- Arninge
- Avnede
- Dannemare
- Gloslunde
- Græshave
- Gurreby
- Kappel
- Langø
- Landet
- Ryde
- Skovlænge
- Stokkemarke
- Søllested
- Tillitse
- Vestenskov